# Рехман (актор)
Рехман (англ. Rehman, гінді रहमान; 23 червня 1923, Лахор — 5 листопада 1984, Мумбаї) — індійський актор, який знімався у фільмах мовою гінді з кінця 40-х до кінця 70-х років XX століття. Був невід'ємною частиною команди Гуру Датта і найбільш відомий за ролями в його фільмах, в тому числі у кінострічках: «Жага», «Повний місяць» й «Пан, пані і слуга». Номінувався на Filmfare Award за кращу чоловічу роль другого плану чотири рази.

## Біографія
Рехман народився 23 червня в Лахорі в родині пуштунського походження, яка емігрувала до Індії в 1905 році. Його молодший брат — відомий пакистанський кінематографіст Массуд-ур-Рехман, батько пакистанського актора Файзала Рехмана і класичного танцюриста в стилі катхак Фасих-ур-Рехмана.
Рехман закінчив Робертсон-коледж в Джабалпурі, після чого в 1942 році вступив на службу до Військово-повітряних сил Індії і навчався пілотуванню літаків в Пуне. У 1944 році він залишив службу і переїхав в Мумбаї будувати кар'єру в кіно. Його кінокар'єра почалася з роботи на студії Prabhat в якості третього помічника режисера Вішрама Бедекара у фільмі Lakharani. Потім він працював помічником у Д. Д. Каш'япа у фільмі Chand. Коли під час зйомок знадобилась людина, яка могла зав'язати пуштунський тюрбан, з'ясувалося, що з усієї знімальної групи це може зробити тільки Рехман, і тільки на себе самого. З огляду на це, його взяли на епізодичну роль з кількома фразами.
Рехман був серед новачків, яким запропонували ролі у фільмі Hum Ek Hain, що розповідає про жінку, яка усиновила дітей різного віросповідання. Тут він зіграв прийомного сина — мусульманина. У фільмі також дебютували Гуру Датт і Дев Ананд. Потім був фільм Nargis з молодою актрисою Наргіс в головній ролі, де Рехман замінив Діва Ананда. Кінокартина стала його першим хітом, що протрималася в прокаті понад 25 тижнів.
Спочатку він грав провідні ролі, але через деякий час переключився на характерні, й залишив свій слід в декількох успішних фільмах: «Повний місяць», «Пан, пані і слуга» (де він зіграв безпутного заміндара) і «Випробування часом». Два перших були зняті знаменитим актором, продюсером і режисером Гуру Даттом, який був другом Рехмана з часів, коли вони обидва починали кінокар'єру.
Рехман також зіграв ключові ролі в фільмах «Притулок весни» (Baharon Ki Manzil, 1968), «Бандит» (Dushman, 1971), «Дар Гоматі» (Gomti ke Kinare, 1972). Він чотири рази номінувався на Filmfare Award за кращу чоловічу роль другого плану за фільми «І знову буде ранок», «Повний місяць», «Пан, пані і слуга» й «Серце знову згадує».
У 1977 році він переніс три інфаркти, пізніше у нього виявили рак горла. Рехман помер внаслідок тривалої і важкої хвороби у віці 58 років.

## Вибрана фільмографія
- 1946 — Chand — пуштун
- 1946 — Hum Ek Hain — Юсуф
- 1957 — Жага / Pyaasa — містер Гхош
- 1960 — Злодій / Chhalia — Кевал
- 1961 — Повний місяць / Chaudhvin Ka Chand — П'яре Мохан / Наваб Сахіб
- 1963 — Пан, пані і слуга / Sahib Bibi Aur Ghulam — заміндар Чхоте Саркар
- 1965 — Тадж-Махал / Taj Mahal — Шахіншах Джаханґір
- 1965 — Випробовування часом / Waqt — Чиной
- 1966 — Dil Diya Dard Liya — Сатіш
- 1966 — Серце знову згадує / Dil Ne Phir Yaad Kiya — Амджад
- 1968 — Притулок весни / Baharon Ki Manzil — Субхош Рой
- 1971 — Бандит / Dushmun — суддя
- 1972 — Дар Гоматі / Gomti Ke Kinare — Гопал Дас
- 1974 — Вірний друг / Dost — містер Гупта
- 1974 — Клянусь вами / Aap Ki Kasam — батько Суніти
- 1975 — Гроза / Aandhi — К. Бос